# Meridiano 16 oeste
El meridiano 16 oeste de Greenwich es una línea de longitud que se extiende desde el Polo Norte atravesando el Océano Ártico, Groenlandia, Islandia, el Océano Atlántico, África, el Océano Ártico, y la Antártida hasta llegar al Polo Sur.
Este meridiano forma un gran círculo junto con el meridiano 164 este.
Comenzando por el Polo Norte y dirigiéndose hacia el Polo Sur, este meridiano atraviesa:
| Coordenadas                       | País, territorio o mar | Notas |
| --------------------------------- | ---------------------- | --- |
| 90°0′N 16°0′O / 90.000, -16.000   | Océano Ártico          | |
| 81°45′N 16°0′O / 81.750, -16.000  | Groenlandia            | |
| 80°21′N 16°0′O / 80.350, -16.000  | Océano Atlántico       | Mar de Groenlandia |
| 66°31′N 16°0′O / 66.517, -16.000  | Islandia               | |
| 64°7′N 16°0′O / 64.117, -16.000   | Océano Atlántico       | Pasa justo al este de la Isla de Porto Santo, Portugal · Pasa justo al oeste de las Islas Salvajes, Portugal · Pasa entre las islas de Tenerife y Gran Canaria, España |
| 23°39′N 16°0′O / 23.650, -16.000  | Sáhara Occidental      | Península de Dajla - reclamado por Marruecos |
| 23°38′N 16°0′O / 23.633, -16.000  | Océano Atlántico       | |
| 23°22′N 16°0′O / 23.367, -16.000  | Sáhara Occidental      | Reclamado por Marruecos |
| 21°20′N 16°0′O / 21.333, -16.000  | Mauritania             | Atraviesa Nuakchot |
| 16°30′N 16°0′O / 16.500, -16.000  | Senegal                | |
| 13°35′N 16°0′O / 13.583, -16.000  | Gambia                 | |
| 13°10′N 16°0′O / 13.167, -16.000  | Senegal                | |
| 12°27′N 16°0′O / 12.450, -16.000  | Guinea-Bisáu           | Tierra firma e Ilha de Pecixe |
| 11°48′N 16°0′O / 11.800, -16.000  | Océano Atlántico       | |
| 11°34′N 16°0′O / 11.567, -16.000  | Guinea-Bisáu           | Islas Bijagós |
| 11°2′N 16°0′O / 11.033, -16.000   | Océano Atlántico       | |
| 60°0′S 16°0′O / -60.000, -16.000  | Océano Antártico       | |
| 72°18′S 16°0′O / -72.300, -16.000 | Antártida              | Tierra de la Reina Maud, reclamada por Noruega |